# St. Pankratius (Isseroda)

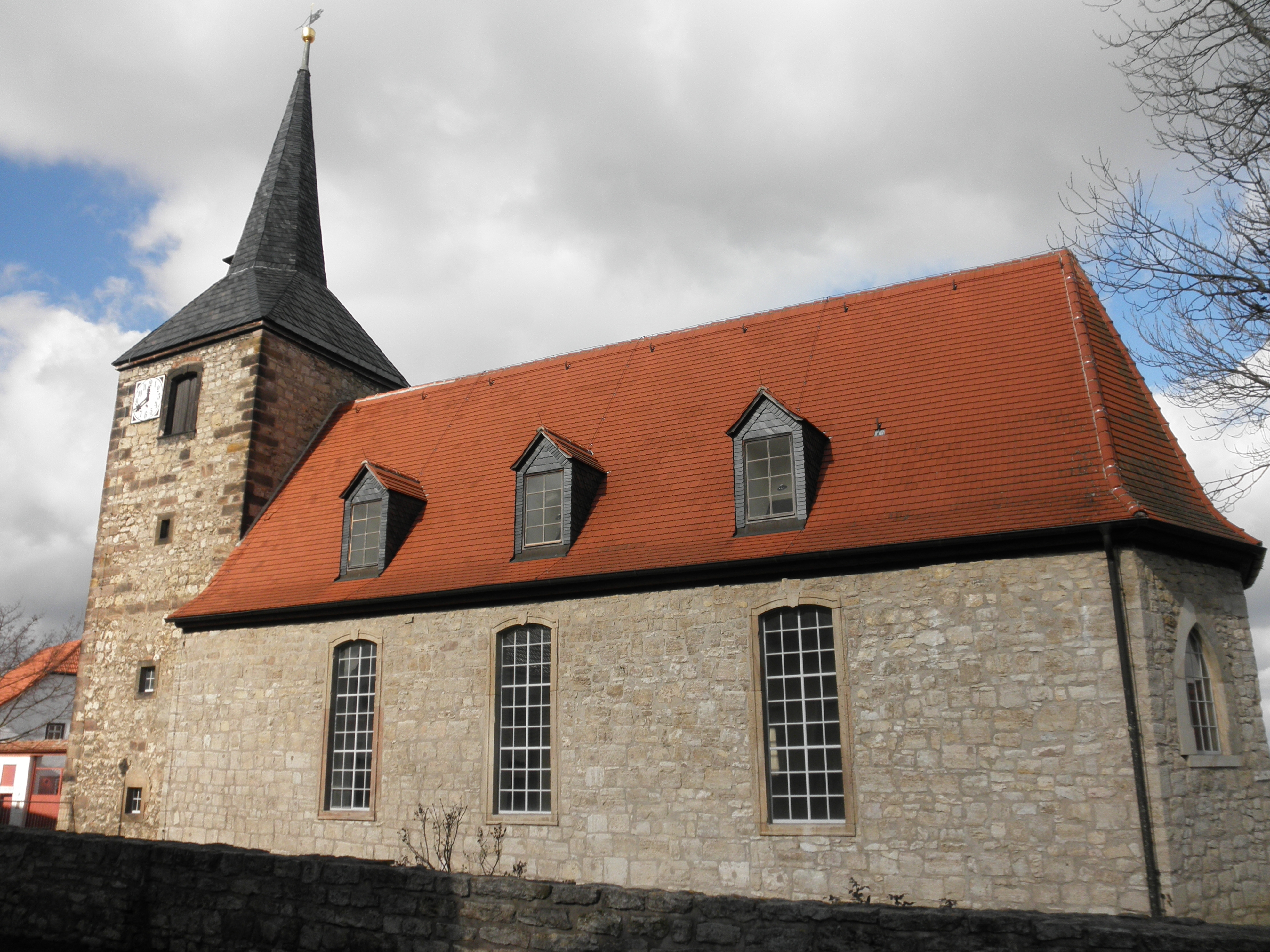
Die Kirche

Die evangelische Dorfkirche St. Pankratius steht in Isseroda im Landkreis Weimarer Land in Thüringen. Die Kirchengemeinde gehört zum Kirchengemeindeverband Niederzimmern im Kirchenkreis Weimar der Evangelischen Kirche in Mitteldeutschland.

## Lage
Die Kirche und der Friedhof befinden sich südöstlich im Dorf.

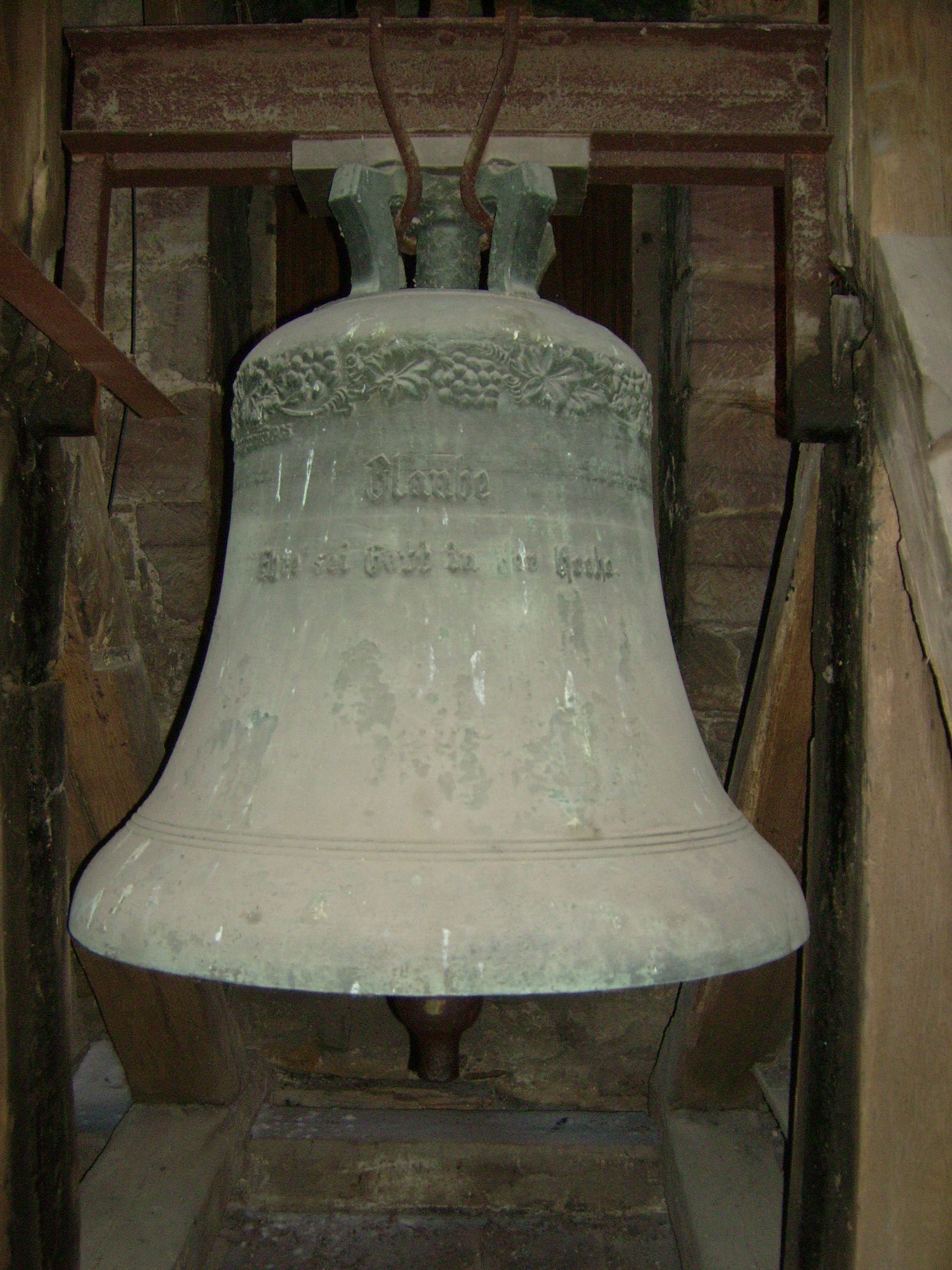
Schilling - Glocke

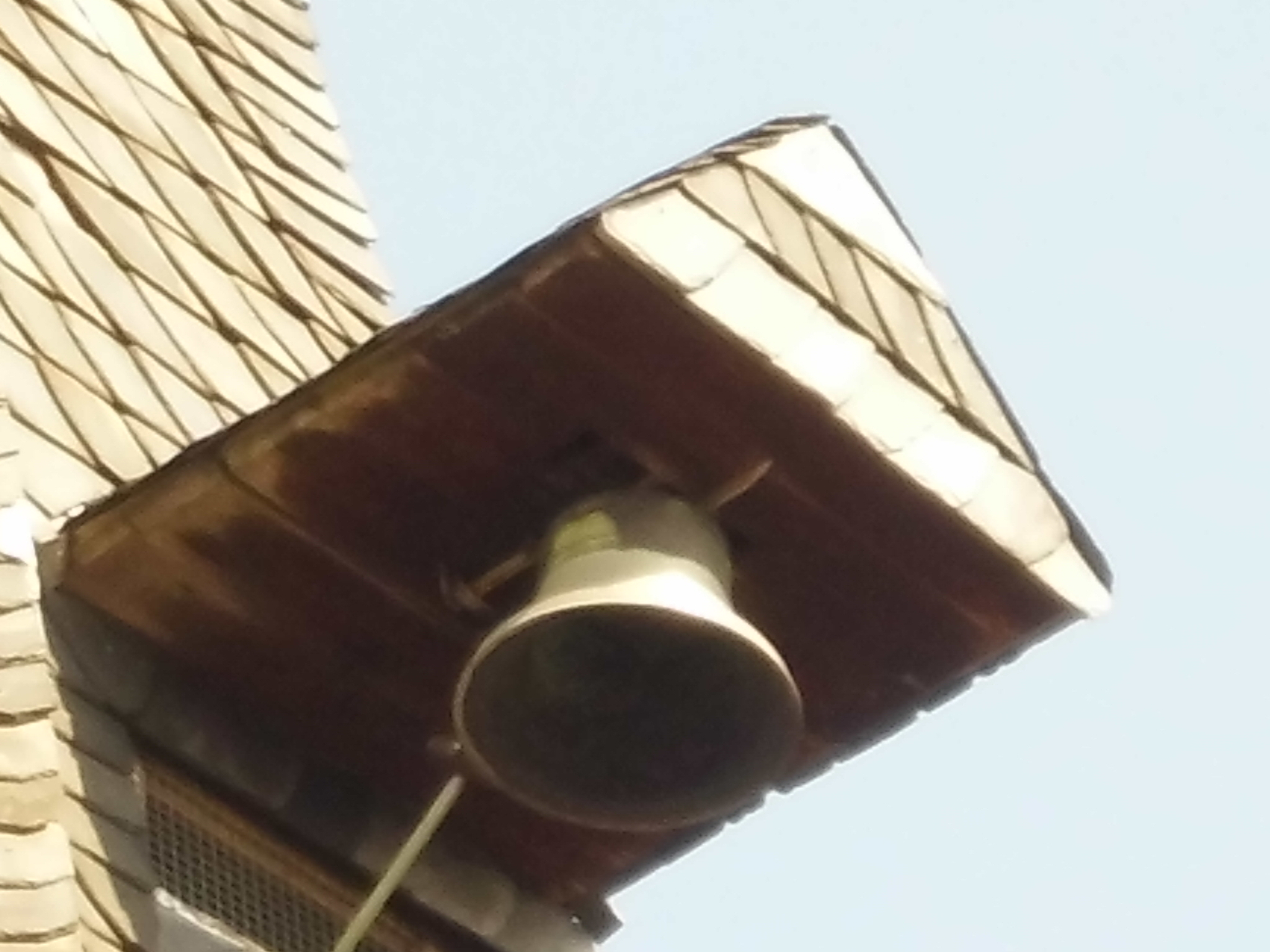
Tisch - Glocke vom Petersberg

## Geschichte
Eine im Mittelalter bestehende Kirche wurde im Jahre 1749 umgebaut, was auch aus der Inschrift an der Westwand der Kirche über der Tür hervorgeht. An der Kirchenmauer sind Grabmäler der Gutsbesitzerfamilie Byla angebracht.
Während der Zeit der DDR verfiel das Kirchengebäude zu einer Ruine.
Bereits 1989 gründete sich im Dorf eine Interessengemeinschaft zum Erhalt dieser Kirche. In Kooperation mit dem Bauhaus Weimar verband man sich vertraglich und erarbeitete ein Nutzungskonzept für die schon aufgegebene Kirche. 2004 lag ein Projekt Kulturkirche Isseroda vor. 2005 wurde dann der Kirchbau- und Heimatverein Isseroda gegründet. 2010 wurde die Kirche Kulturkirche.
Seit 2009 ist in der Kirche die von Falk Zenker entwickelte Klanginstallation Alltäglich zu hören.

## Ausstattung
Im Inneren befanden sich zwei Emporen, eine Herrschaftsempore sowie ein Kanzelaltar und eine Orgel. Die Reiterfigur des St. Pankratius ist ohne Vergleich im Weimarer Raum. Im Turm läutet eine  im Jahr 1935 von Franz Schilling Söhne (Apolda) als Nr. 204 gegossene Bronzeglocke. Am Turm findet man die 1767 durch George Christoph Sorber (Erfurt) umgegossene alte Tischglocke des Klosters auf dem Petersberg in Erfurt (campana mensalis) mit einem unteren Randdurchmesser von 411 mm und einem Gewicht von 1 ½ Zentnern.